# La Tour (film, 2022)
Pour les articles homonymes, voir La Tour.
Pour plus de détails, voir Fiche technique et Distribution.
La Tour est un film français réalisé par Guillaume Nicloux, sorti en 2023.

## Synopsis
Un matin, dans l'immeuble d'une cité, les habitants se réveillent et découvrent qu'ils n'y peuvent plus sortir à cause de l'inquiétant brouillard opaque qui bloque toutes leurs portes et fenêtres.

## Fiche technique
Sauf indication contraire, les informations mentionnées dans cette section peuvent être confirmées par la base de données cinématographiques Unifrance,  présente dans la section « Liens externes ».
- Titre original : La Tour
- Titre de travail : La Tour d’Assitan[2]
- Réalisation et scénario : Guillaume Nicloux
- Musique : Tim Hecker
- Décors : Olivier Radot
- Costumes : Anaïs Romand
- Photographie : Christophe Offenstein
- Son : Olivier Dô Huu
- Montage : Guy Lecorne
- Production : Sylvie Pialat et Bruno Nahon
- Production associées : Thomas Morvan, Caroline Nataf et Benoît Quainon
- Société de production : Les films du Worso et Unité
- Société de distribution : Wild Bunch
- Pays de production :  France
- Langue originale : français
- Format : couleur — 2,35:1
- Genre : drame horrifique, fantastique
- Durée : 89 minutes
- Dates de sortie[3] :
  - France : 3 septembre 2022 (Festival du cinéma américain de Deauville) ; 8 février 2023 (sortie nationale)
- Classification :
  - France : Interdit aux moins de 12 ans avec avertissement[1] lors de sa sortie en salles et aux moins de 16 ans à la télévision.

## Distribution
- Angèle Mac : Assitan
- Hatik : Ahmed
- Ahmed Abdel-Laoui : Chakib
- Kylian Larmonie : Duma
- Merveille Nsombi : Mansour
- Nicolas Pignon : François
- Igor Kovalsky : Jordan
- Marie Rémond : Audrey
- Judith Williquet : Ingrid
- Modeste Nzapassara : Mathéo
- Coline Béal : Mélanie
- Kévin Bago : Driss
- Bruni Makaya : Anton
- Pierre Ventura : Baba
- Ayoub Bara : Nourdy
- Lina-Camélia Lumbroso : Shakira
- Laurent Poignot : Grégory
- Jean-Baptiste Seckler : Bruno
- Jules Houplain : Nathan
- Jules Dhios Francisco : un enfant

## Production
Le tournage a lieu en mai 2021 à Aubervilliers, dans la banlieue immédiate de Paris, où se trouvent les quatre tours désaffectées.

## Accueil

### Accueil critique
En France, le site Allociné propose une moyenne de 2,8⁄5, fondée sur 21 critiques de presse.

## Distinctions

### Nominations et sélections
- Festival du cinéma américain de Deauville 2022 : section « Fenêtre sur le cinéma français »[6]
- Festival international du film fantastique de Catalogne 2022 : section « Compétition officielle »[7]
- Festival international du film fantastique de Gérardmer 2023 : section « Compétition officielle »[8]